# Ламбертон (Тексас)
Ламбертон (енгл. Lumberton) град је у америчкој савезној држави Тексас. По попису становништва из 2010. у њему је живело 11.943 становника.

## Демографија
Према попису становништва из 2010. у граду је живело 11.943 становника, што је 3.212 (36,8%) становника више него 2000. године.
| Група             | 2000.         | 2010.          |
| Белци             | 8.379 (96,0%) | 11.096 (92,9%) |
| Афроамериканци    | 4 (0,0%)      | 53 (0,4%)      |
| Азијати           | 18 (0,2%)     | 82 (0,7%)      |
| Хиспаноамериканци | 244 (2,8%)    | 567 (4,7%)     |
| Укупно            | 8.731         | 11.943         |